# Karl Edvard av Sachsen-Coburg-Gotha
Karl Edvard (tyska: Carl Eduard, engelska: Charles Edward), född 19 juli 1884 på Claremont House, Surrey i Storbritannien, död 6 mars 1954 i Coburg i Västtyskland, var en brittisk prins, tysk furste, serafimerriddare och SA-Obergruppenführer i Nazityskland. Han var 1900–1918 den siste regerande hertigen av Sachsen-Coburg-Gotha. Han var morfar till Sveriges kung Carl XVI Gustaf.

## Uppväxt och tid som hertig
Karl Edvard föddes 1884 som prins Charles Edward George Albert Leopold av Storbritannien, hertig av Albany. Han var son till den då framlidne prins Leopold, hertig av Albany (yngste son till drottning Victoria av Storbritannien och hennes gemål prins Albert av Sachsen-Coburg-Gotha) och hans änka Helene av Waldeck och Pyrmont. Eftersom fadern dog några månader innan Karl Edvard föddes, ärvde han redan som nyfödd titeln hertig av Albany.
Genom sin farfar, prins Albert, tillhörde Karl Edvard även det regerande furstehuset i det tyska hertigdömet Sachsen-Coburg-Gotha, vilket sedan 1893 regerades av hans farbror Alfred. (Prins Edvard, prinsen av Wales, sedermera känd som Edvard VII av Storbritannien hade redan avstått från arvsrätten eftersom en personalunion mellan det brittiska imperiet och det lilla hertigdömet inne i Kejsardömet Tyskland inte var önskvärd.) Sedan hertig Alfred avlidit utan manlig arvinge 1900 och sedan Karl Edvards kvarstående farbror, prins Arthur, hertig av Connaught och Strathearn och samt dennes ende son prins Arthur av Connaught, avstått sin arvsrätt till tronen blev den då 16-årige brittiske prinsen regerande tysk hertig, till en början under regentskap av Ernst II av Hohenlohe-Langenburg, som var gift med Karl Edvards kusin Alexandra, dotter till den förutvarande hertigen. Under denna tid genomgick den unge hertigen militär och civil utbildning, den senare vid Bonns universitet. 21 år gammal förklarades Carl Eduard - som hans tyska namn löd - 1905 myndig och tillträdde själv regeringsmakten.
Som regerande hertig intresserade sig Karl Edvard tidigt för de nya fortskaffningsmedlen bil och flyg. Han understödde företaget Gothaer Waggonfabriks intåg på flygplansmarknaden och anläggandet av flygplatser i Gotha och Coburg.
I och med första världskriget hamnade Karl Edvard i en lojalitetskonflikt mellan sina båda hemländer. Han tvingades i praktiken att välja Tyskland, och fråntogs därmed år 1917 alla sina brittiska titlar och ordnar genom den så kallade "Titles Deprivation Act". I och med novemberrevolutionen i Tyskland 1918 tvangs han även frånträda sin position som regerande hertig och abdikerade formellt den 23 november detta år. Han kunde dock behålla några av sina slott, däribland Schloss Callenberg utanför Coburg och Rosenau.

## Under Weimarrepubliken och Tredje riket
Under Weimarrepubliken engagerade sig Karl Edvard i olika ultrakonservativa och militärt präglade organisationer såsom Stahlhelm. Han hade redan 1922 träffat Adolf Hitler och stödde tio år senare öppet denne i presidentvalet mot Paul von Hindenburg. Coburg blev ett starkt fäste för Hitler och nazismen och en av de första städerna i Tyskland som proklamerade sig "judefria".
Efter Hitlers maktövertagande 1933 blev Karl Edvard medlem av Nationalsocialistiska tyska arbetarpartiet NSDAP och dess stormavdelning SA, där han så småningom avancerade till SA-Obergruppenführer (motsvaras närmast i dagens svenska armé av generallöjtnants grad). Han hade också reella eller hedersposter i flera andra nazistiska organisationer och var 1934-1945 ordförande för tyska Röda korset, vilket efter det nazistiska maktövertagandet underställdes regimen och då uteslöts från Internationella Röda korset. 1936-1945 var Karl Edvard ledamot av den tyska riksdagen för NSDAP.

## De sista åren
Efter kriget satt han häktad 1945 till 1946 misstänkt för brott mot mänskligheten. I förhör ångrade han ingenting och vidhöll att han tyckte nationalsocialismen var en underbar idé. Både hans syster, prinsessan Alice av Albany, och hans dotter, den svenska prinsessan Sibylla, engagerade sig i fallet, men amerikanerna ville inte släppa honom.
1950 dömdes Karl Edvard till 18 månaders fängelse samt 5 000 D-mark i böter såsom medbrottsling av grad III. Det väckte starka protester i Coburg då många av nazisternas offer tyckte att han kom för lätt undan men vid det laget hade han hunnit bli så sjuk i cancer och reumatism att han slapp avtjäna fängelsestraffet av hälsoskäl. Men han blev utblottad ekonomiskt.
Karl Edvard avled 1954 i cancer. Han var då den näst siste överlevande av de tyska monarker som abdikerat 1918 (den siste var Ernst II av Sachsen-Altenburg).

## Familj
Karl Edvard gifte sig 1905 med Viktoria Adelheid av Schleswig-Holstein, prinsessa av Schleswig-Holstein-Sonderburg-Glücksburg, född 31 december 1885 i Grünholz, Schleswig, död 3 oktober 1970 i Grein-an-der-Donau, Österrike.
Paret fick fem barn:
1. Johan Leopold av Sachsen-Coburg-Gotha (1906-1972)
2. Sibylla av Sachsen-Coburg-Gotha (1908-1972), gift med arvprins Gustav Adolf av Sverige. Kung Carl XVI Gustafs föräldrar.
3. Hubertus av Sachsen-Coburg-Gotha (1909-1943), ogift; stupade i andra världskriget.
4. Caroline Mathilde av Sachsen-Coburg-Gotha (1912-1983)
5. Fredrik Josias av Sachsen-Coburg-Gotha (1918-1998)

Genom dottern Sibylla blev Karl Edvard morfar till den svenske kungen Carl XVI Gustaf, vilken också fått förnamnet Hubertus efter Carl Eduards näst äldste son.

## Anfäder
|                                     |  |  |  |  |  |  |  |                                 |  |  |  |  |  |  |  |                                 |  |  |  |  |  |  |  | Ernst I av Sachsen-Coburg-Gotha             |
|                                     |  |  |  |  |  |  |  |                                 |  |  |  |  |  |  |  |                                 |  |  |  |  |  |  |  |                                             |
|                                     |  |  |  |  |  |  |  |                                 |  |  |  |  |  |  |  | Albert av Sachsen-Coburg-Gotha  |  |  |  |  |  |  |  |                                             |
|                                     |  |  |  |  |  |  |  |                                 |  |  |  |  |  |  |  |                                 |  |  |  |  |  |  |  |                                             |
|                                     |  |  |  |  |  |  |  |                                 |  |  |  |  |  |  |  |                                 |  |  |  |  |  |  |  | Louise av Sachsen-Gotha-Altenburg           |
|                                     |  |  |  |  |  |  |  |                                 |  |  |  |  |  |  |  |                                 |  |  |  |  |  |  |  |                                             |
|                                     |  |  |  |  |  |  |  | Prins Leopold, hertig av Albany |  |  |  |  |  |  |  |                                 |  |  |  |  |  |  |  |                                             |
|                                     |  |  |  |  |  |  |  |                                 |  |  |  |  |  |  |  |                                 |  |  |  |  |  |  |  |                                             |
|                                     |  |  |  |  |  |  |  |                                 |  |  |  |  |  |  |  |                                 |  |  |  |  |  |  |  | Prins Edvard, hertig av Kent och Strathearn |
|                                     |  |  |  |  |  |  |  |                                 |  |  |  |  |  |  |  |                                 |  |  |  |  |  |  |  |                                             |
|                                     |  |  |  |  |  |  |  |                                 |  |  |  |  |  |  |  | Viktoria av Storbritannien      |  |  |  |  |  |  |  |                                             |
|                                     |  |  |  |  |  |  |  |                                 |  |  |  |  |  |  |  |                                 |  |  |  |  |  |  |  |                                             |
|                                     |  |  |  |  |  |  |  |                                 |  |  |  |  |  |  |  |                                 |  |  |  |  |  |  |  | Viktoria av Sachsen-Coburg-Saalfeld         |
|                                     |  |  |  |  |  |  |  |                                 |  |  |  |  |  |  |  |                                 |  |  |  |  |  |  |  |                                             |
| Karl Edvard av Sachsen-Coburg-Gotha |  |  |  |  |  |  |  |                                 |  |  |  |  |  |  |  |                                 |  |  |  |  |  |  |  |                                             |
|                                     |  |  |  |  |  |  |  |                                 |  |  |  |  |  |  |  |                                 |  |  |  |  |  |  |  | Georg II av Waldeck-Pyrmont                 |
|                                     |  |  |  |  |  |  |  |                                 |  |  |  |  |  |  |  |                                 |  |  |  |  |  |  |  |                                             |
|                                     |  |  |  |  |  |  |  |                                 |  |  |  |  |  |  |  | Georg Viktor av Waldeck-Pyrmont |  |  |  |  |  |  |  |                                             |
|                                     |  |  |  |  |  |  |  |                                 |  |  |  |  |  |  |  |                                 |  |  |  |  |  |  |  |                                             |
|                                     |  |  |  |  |  |  |  |                                 |  |  |  |  |  |  |  |                                 |  |  |  |  |  |  |  | Emma av Anhalt-Bernburg                     |
|                                     |  |  |  |  |  |  |  |                                 |  |  |  |  |  |  |  |                                 |  |  |  |  |  |  |  |                                             |
|                                     |  |  |  |  |  |  |  | Helene av Waldeck och Pyrmont   |  |  |  |  |  |  |  |                                 |  |  |  |  |  |  |  |                                             |
|                                     |  |  |  |  |  |  |  |                                 |  |  |  |  |  |  |  |                                 |  |  |  |  |  |  |  |                                             |
|                                     |  |  |  |  |  |  |  |                                 |  |  |  |  |  |  |  |                                 |  |  |  |  |  |  |  | Vilhelm I av Nassau                         |
|                                     |  |  |  |  |  |  |  |                                 |  |  |  |  |  |  |  |                                 |  |  |  |  |  |  |  |                                             |
|                                     |  |  |  |  |  |  |  |                                 |  |  |  |  |  |  |  | Helena av Nassau-Weilburg       |  |  |  |  |  |  |  |                                             |
|                                     |  |  |  |  |  |  |  |                                 |  |  |  |  |  |  |  |                                 |  |  |  |  |  |  |  |                                             |
|                                     |  |  |  |  |  |  |  |                                 |  |  |  |  |  |  |  |                                 |  |  |  |  |  |  |  | Pauline av Württemberg                      |
|                                     |  |  |  |  |  |  |  |                                 |  |  |  |  |  |  |  |                                 |  |  |  |  |  |  |  |                                             |

## Bildgalleri

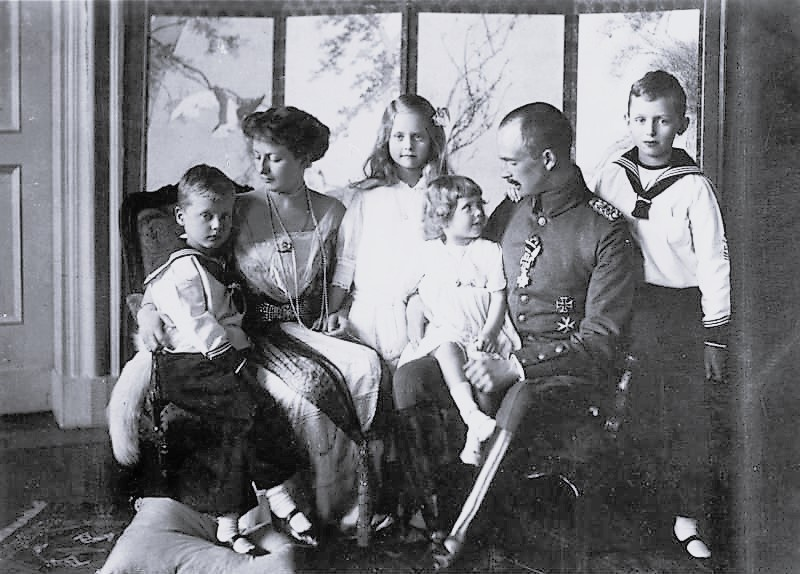
Hertig Karl Edvard med sin familj 1914.
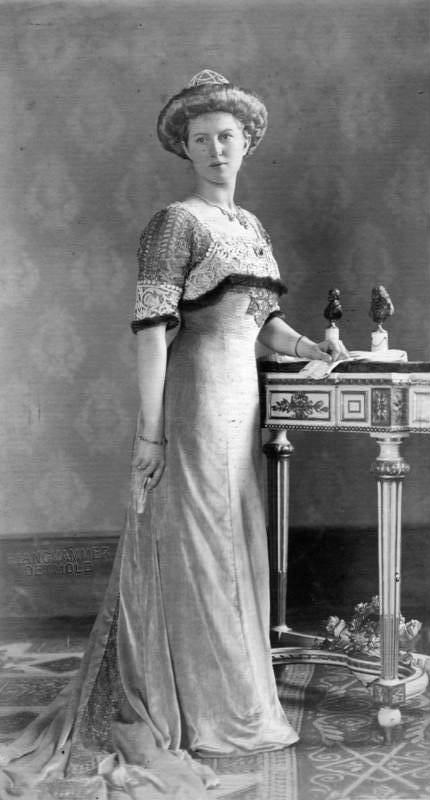
Viktoria Adelheid av Schleswig-Holstein-Sonderburg-Glücksburg, Karl Edvards hustru.
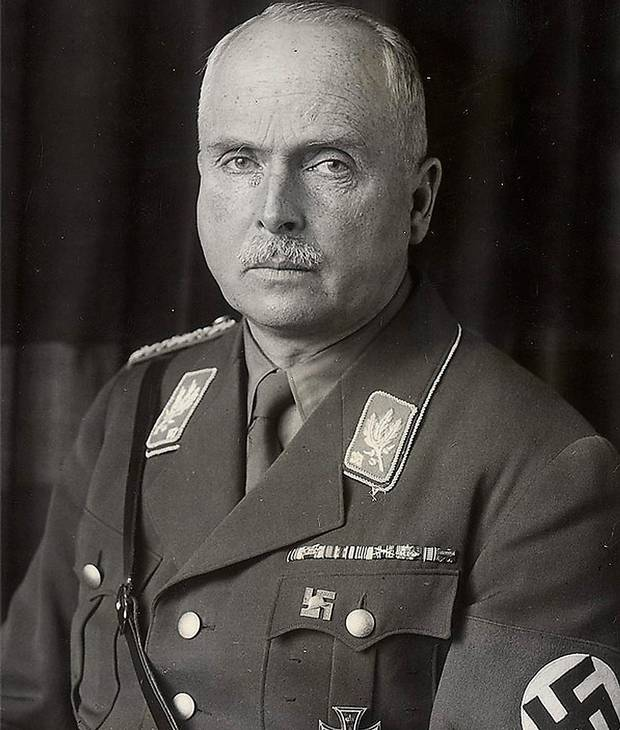
Karl Edvard ordförande för Tyska Röda korset.
Karl Edvards vapensköld såsom serafimerriddare.
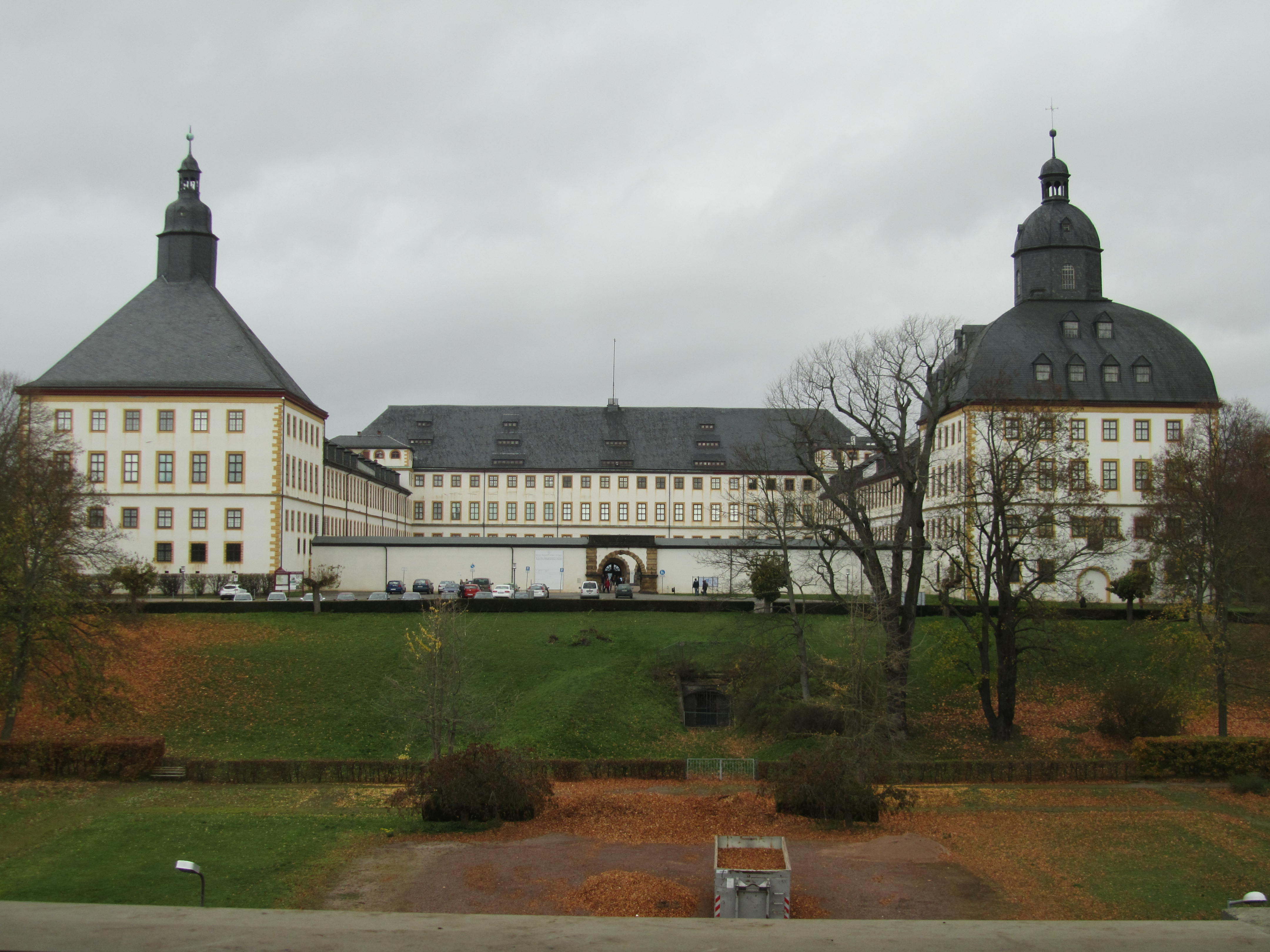
Schloss Friedenstein i Gotha (2013).